# 以色列—真主黨衝突 (2023年至2024年)
在以色列—哈马斯战争期间，2023年10月8日，即哈馬斯突襲的次日，黎巴嫩武装组织真主党向以色列佔領的的舍巴農場阵地发射了制导火箭弹和炮弹。以色列則对在以色列佔領的戈蘭高地和以色列—黎巴嫩边境附近的真主党阵地进行无人机袭击和炮火轟炸作為报复。這是以色列—哈馬斯戰爭蔓延的一部分，也是自2006年黎巴嫩战争以來真主黨-以色列衝突的最大衝突升級。
2023年10月8日，真主黨開始向以色列佔領地舍巴農場的以色列陣地發射導引火箭和砲彈，稱這是在哈馬斯襲擊以色列和以色列開始轟炸加沙地带後聲援巴勒斯坦人。 以色列進行報復，對黎巴嫩與以色列佔領的戈蘭高地邊界附近的真主黨陣地發動無人機攻擊和砲擊。 
2024年9月，事態顯著升級，首先是黎巴嫩傳呼機大爆炸，這次爆炸的目標是真主黨，人們普遍認為是以色列所為。42人死亡，數千人受傷。隨後，以色列在整個黎巴嫩發動空中轟炸，包括暗殺真主黨高級指揮官。以色列表示，攻擊將繼續進行，直到其公民安全返回北部。以色列9月23日的空襲造成了黎巴嫩最嚴重和最廣泛的傷亡，造成至少641人死亡，2,058人受傷，包括兒童、婦女和急救醫護人員。 9月27日，以色列空軍轟炸並摧毀了位於貝魯特的真主黨總部，真主黨總書記哈桑·納斯魯拉身亡。
2024年10月1日，以色列宣佈發起「有限地面行動」，開始入侵黎巴嫩南部，並宣佈數月來一直對黎巴嫩進行小規模的秘密突襲。 自此以後，以色列一直對其行動的範圍保持模糊。同年11月26日，美國總統拜登表示，以色列與真主黨接受由美法兩國斡旋的停火協議，協議於27日生效。停火協議為期60天，以軍60天內逐步撤兵。
2025年3月，黎巴嫩真主黨因以色列重新開始向哈馬斯展開軍事行動，向以色列境內發射火箭，而以色列亦有所行動，展開報復，衝突有死灰復燃跡象。

## 背景
真主黨與以色列之間發生過多次衝突，包括南黎巴嫩衝突、舍巴农场衝突以及2006年黎巴嫩戰爭。

### 真主黨成立
真主黨是黎巴嫩什叶派政黨和準軍事組織，成立於1982年，旨在對抗以色列對黎巴嫩的入侵。該組織由穆斯林神職人員在伊朗的資助下成立。 1990年代，真主黨反抗以色列對黎巴嫩南部的佔領。消滅以色列國自成立以來一直是真主黨的首要目標。真主黨反對以色列國的政府和政策。

### 黎巴嫩的巴勒斯坦派別
自1948年巴勒斯坦人被驅逐和逃亡以來，巴勒斯坦難民出現在黎巴嫩南部，建立了許多難民營，這將許多巴勒斯坦派別帶入黎巴嫩南部，該地區經常被用作向以色列北部發射火箭的中心。巴勒斯坦解放組織於1971年7月被侯賽因國王驅逐出約旦後，總部設在黎巴嫩。之後他們參與了黎巴嫩南部的叛亂，直到1982年黎巴嫩戰爭後被驅逐到突尼斯。

### 联合国安全理事会第1701号决议
2006年黎巴嫩戰爭結束時，以色列和真主黨根據联合国安全理事会第1701号决议的條款達成停火，該決議呼籲在黎巴嫩南部邊界和利塔尼河之間建立非軍事區。
開戰前一天，巴勒斯坦武裝份子哈馬斯向以色列發射數千枚火箭彈拉響戰爭。真主党在當日表示支持哈馬斯等武裝組織，并在次日向以色列開戰。

### 2023年4月和7月的小規模戰爭
2023年4月6日，因應2023年的阿克萨冲突，数十枚火箭弹从黎巴嫩发射到以色列，造成三名以色列平民受伤。 以色列国防军表示拦截了25枚从黎巴嫩发射的火箭弹，并称这些火箭弹是巴勒斯坦派别哈马斯和巴勒斯坦伊斯兰圣战运动（PIJ）在真主党的批准下发射的。
這些襲擊是自2006年黎巴嫩戰爭以來兩國之間最大規模的升級。聯合國駐黎巴嫩臨時部隊（United Nations Interim Force in Lebanon, UNIFIL）將情況描述為 「極其嚴重」，並敦促克制。
7月15日，以色列国防军向18人鸣枪示警，并使用防暴驱散弹药，其中包括从黎巴嫩越境并步行80米进入以色列占领区的记者和议员。

### 以色列-哈馬斯戰爭
2023年10月8日，也就是哈馬斯於2023年10月7日發動對以色列的攻擊、以色列開始轟炸加沙的第二天，真主黨為了「聲援巴勒斯坦人民」而加入衝突，起初向以色列在舍巴農場和戈蘭高地的軍事前哨開火 - 這兩處都是以色列佔領的領土。從那時起，真主黨和以色列就開始越境軍事交火，造成以色列和黎巴嫩整個社區淪陷，邊境沿線的建築物和土地嚴重受損。從2023年10月7日到2024年9月2 日，共有10,200次越境攻擊，其中以色列發動了8,300次。
在此期間，以色列有超過96,000人，黎巴嫩有超過111,000人流離失所。以色列和真主黨將攻擊維持在造成傷害的水平，但沒有升級為全面戰爭。
真主黨表示將繼續攻擊以色列，直到以色列停止在加薩的行動， 已有超過4萬名巴勒斯坦人被殺害。以色列要求真主黨執行联合国安全理事会第1701号决议，將其部隊撤至利塔尼河以北。由美國特使阿莫斯·霍赫斯坦（Amos Hochstein）和法國領導的外交努力迄今未能成功解決衝突。
2023年11月，時任以色列國防部長约阿夫·加兰特警告說，貝魯特可能會遭遇與加沙相同的命運。他在2024年1月也發出了同樣的警告。 2024年6月，時任以色列國防部長加蘭特訪問美國，尋求支持與真主黨的戰爭升級以及可能對黎巴嫩的地面入侵。

## 過程

### 2023年

#### 10月
10月8日，真主黨向舍巴农场地區發射火箭和砲彈； 作為回應，以色列國防軍發射砲彈，並向黎巴嫩南部派遣一架軍用無人機。據報道，兩名黎巴嫩兒童被碎玻璃砸傷。
10月9日，以色列國防軍聲稱打死了幾名來自黎巴嫩的滲透者，並向邊界開炮。真主黨否認參與這一事件。巴勒斯坦伊斯蘭聖戰民兵後來聲稱對武裝滲透負責。當天晚些時候，真主黨和以色列軍隊之間再次開始戰鬥，導致三名真主黨槍手被殺。三名以色列國防軍士兵，包括一名高級軍官，被打死，而以色列國防軍的後方司令部命令以色列北部28個城鎮的居民在防空洞尋求庇護。據報導，駐紮在敘利亞的武裝分子也遭到炮擊。
10月10日，真主黨向阿維維姆附近的一輛以色列軍車發射了一枚反坦克飛彈，引發了以色列直升機的報復性襲擊。 來自敘利亞的砲彈襲擊了戈蘭高地的以色列陣地，以色列軍隊還擊
10月11日，真主黨與以色列國防軍在以色列-黎巴嫩邊境再次爆發衝突，在有報道稱從黎巴嫩南部發射無人機後，以色列國防軍命令以色列北部居民尋求庇護。發射了一枚愛國者飛彈來攔截可疑的射彈，之後以色列國防軍報告稱該物體不是無人機。一名以色列國防軍士兵在真主黨的反坦克飛彈襲擊中喪生，另一名士兵受傷。
10月13日，真主黨副總書記納伊姆·卡西姆表示，真主黨「將根據自己的計劃「促進」針對以色列的對抗」。 在爆炸對哈尼塔基布茲附近的以色列-黎巴嫩邊境牆造成輕微損壞後，以色列國防軍向黎巴嫩南部發射砲彈。 一名黎巴嫩路透社記者被殺，至少四名記者受傷。
10月14日，以色列國防軍表示，他們在馬加里奧特附近的一次無人機襲擊中殺死了三名來自黎巴嫩的滲透者。  下午晚些時候，真主黨砲擊了被佔領的舍巴农场的五個以色列國防軍前哨基地。
10月15日
真主黨向以色列北部發射了五枚反坦克導彈，在什圖拉炸死一名平民，炸傷三人。  聯黎部隊表示，他們在黎巴嫩南部納古拉的總部被火箭彈擊中，沒有人員傷亡報告。以色列國防軍戈蘭旅第75營指揮官、拉比塔米爾·格拉諾特的兒子阿米泰·格拉諾特中尉在與黎巴嫩接壤的以色列國防軍哨所的導彈襲擊中喪生。
10月16日，以色列國防軍宣布撤離距黎巴嫩邊境兩公里處的定居點居民。  下午，真主黨向邊境附近的以色列國防軍陣地開火，並聲稱要摧毀多個以色列陸軍哨所的監視器，促使以色列國防軍以砲火回應。  晚上，以色列國防軍的一輛坦克車發射了反坦克飛彈。 以色列國防軍以砲火回應。
10月17日，黎巴嫩官方媒體報導說，達伊拉和邊境西部的其他地區在一夜之間遭到“持續”轟炸。 據報導，在清晨，據稱以色列國防軍向該村發射白磷彈后，多人出現窒息症狀。一枚來自黎巴嫩的反坦克導彈落在以色列梅圖拉鎮后，三人受傷。，以色列國防軍說，它殺死了四名潛在的滲透者，因為他們試圖在邊界牆上放置炸彈。
真主黨宣佈其五名成員當天被殺，但目前尚不清楚是否有人參與了邊境滲透。

#### 11月

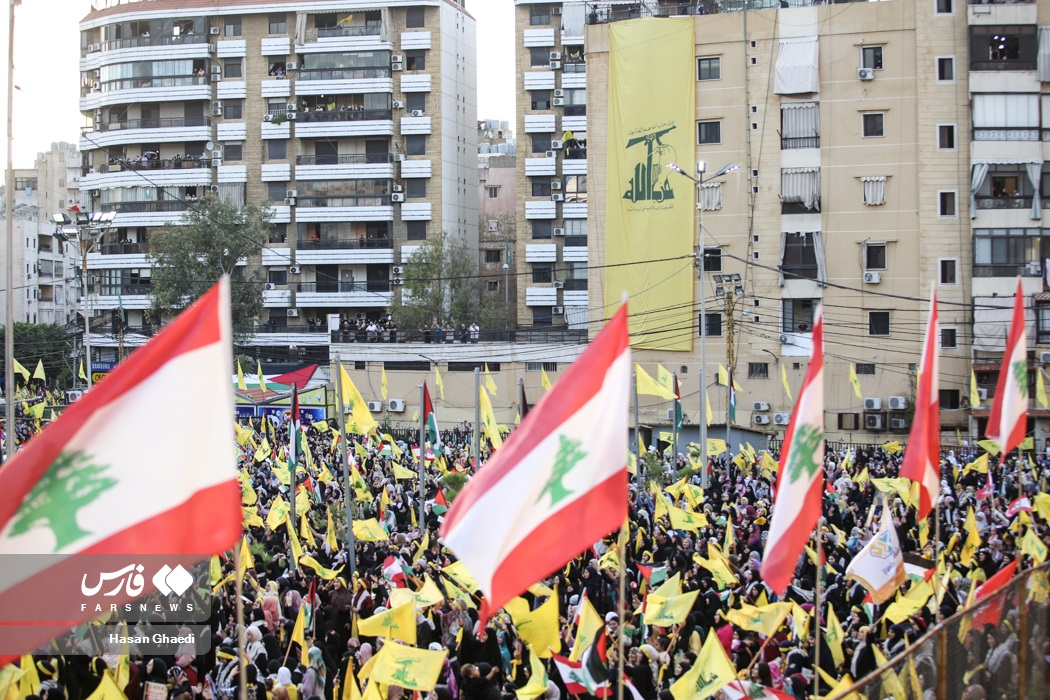
真主黨支持者出席哈桑·納斯魯拉在貝魯特的演講（2023年11月3日）

真主黨總書記哈桑·納斯魯拉在11月3日加薩戰爭爆發以來備受期待的首次演講中表示，美國軍艦在地中海的存在「並沒有嚇到我們」。
真主党盟友阿迈勒运动宣布，一名武装分子在以色列的一次导弹袭击中丧生，另外有两名成员受伤。这是该组织加入战斗后首次出現伤亡。

### 2024年（以色列入侵黎巴嫩及停火)

#### 1月
1月18日，真主党向以色列北部多地发射数枚火箭弹，随后以军对发射源予以回击。以军还出动战机对黎巴嫩南部的真主党的火箭弹发射场和其他基础设施展开袭击。
1月23日，真主党向以色列国防軍发射了至少15枚火箭弹。
1月27日，真主党对以色列发动14次袭击。
1月29日，黎巴嫩境内的武裝分子对以色列北部发动15次袭击。

#### 2月
2月4日，伊朗支持的民兵从黎巴嫩南部向以色列北部发动至少八次袭击。
2月7日，伊朗支持的民兵从黎巴嫩南部向以色列北部发动了四次袭击。
2月14日，真主党對以色列發動袭击，造成一名以色列妇女死亡、八人受伤。以色列隨即回擊，造成至少一名真主党成员和三名平民死亡。
2月16日，真主党向以色列发动五次袭击。
2月19日，以色列空军空袭赛达和加齐赫。
2月26日，一架以色列無人機在黎巴嫩南部被擊落。以色列同時对黎巴嫩东部和南部多地展开袭击，造成3名黎巴嫩真主党成员死亡，另有多名平民受伤。

#### 3月
3月10日，以色列袭击黎巴嫩南部一个村庄，造成一家五口死亡，另有九人受伤。
以色列无人机對黎巴嫩西南部发动袭击，造成一名哈马斯成员和另一人死亡。真主党表示，其两名武装分子在以色列对贝卡谷地的空袭中丧生。
3月27日，真主党表示，由於以色列对黎巴嫩南部村庄發動袭击，造成7人死亡，所以該組織向以色列边境城镇发射了数十枚火箭弹。
3月30日，有媒體報道以色列无人机在黎南部击中一辆联合国驻黎巴嫩临时部队军车，致4人受伤。但是以色列否認發動襲擊。

#### 4月
4月6日，以色列对黎巴嫩南部一所房屋發動空袭。造成三名阿迈勒运动成员死亡。
4月8日，以色列空袭黎巴嫩南部，造成3人喪生。
4月12日晚，以色列北部遭到数十枚黎巴嫩真主党火箭弹袭击。
4月17日，真主党向以色列北部发动导弹和无人机袭击，造成至少14名以色列士兵受伤。莫蘭山上的以色列反炮兵雷达遭到摧毀。
4月23日，以色列空袭黎巴嫩南部一住宅，造成两人死亡、四人受伤。真主党則對以色列北部的一個基地发动无人机袭击。
4月24日，以色列对黎巴嫩南部的真主黨目標发动了十几次空袭。以色列防长加兰特表示，位於黎南部的半数真主党武装指挥官被以军打死。
4月27日，真主党表示，在以色列跨境袭击造成三人死亡（其中包括两名真主党成员）后，该组织用无人机和导弹袭击了以色列北部，導致一名以军士兵受轻伤。之後以军连夜出动战机对黎巴嫩真主党武装在黎巴嫩南部的多个军事建筑和设施展开空袭。

#### 5月
5月5日，以北部边境城市谢莫纳遭黎巴嫩方向射來的火箭弹袭击而停电。
5月9日，以色列一名士兵在以色列北部因遭到真主党攻擊而身亡。以色列无人机对黎巴嫩南部一辆汽车發動袭击，造成四名真主党成员丧生。
5月27日，以色列无人机轟炸了賓特朱拜勒一家医院外的一辆摩托车，造成一人死亡，十人受伤。
5月31日，黎巴嫩南部一辆救护车遭到以色列空袭，造成一名医护人员死亡，另一名医护人员受伤。

#### 6月
6月6日，以色列北方司令部司令表示，已完成对真主党发动大规模攻势部署。
6月8日，以色列空袭黎巴嫩南部一座加油站，造成两人死亡。
6月10日，黎巴嫩境內武裝朝以色列發射六枚反坦克彈。6月11日，以色列对黎巴嫩南部发动袭击，造成一名真主党指挥官死亡。以色列又空襲黎巴嫩一輛油罐車，造成3名真主黨人員死亡。
6月12日，真主党向以色列北部发射约100枚火箭弹。以色列北部多地拉响防空警报，以军启动防空系统实施拦截。13日，以色列北部加利利湖地区及戈兰高地遭45枚火箭弹和无人机袭击，引发火灾，多枚火箭弹及无人机被以军防空系统拦截。
6月18日，以色列国防军北方司令部司令和行动局局长批准了在黎巴嫩开展军事行动的计划。
6月21日，以军称袭击了黎南部多个隶属于真主党武装的军事目标，黎巴嫩真主党武装称袭击了以军炮兵阵地和军事基地。
6月22日，以色列国防军表示，在对黎巴嫩贝卡省实施空袭时炸死哈马斯一位领导人。以色列還用無人機攻擊赛达。
6月23日晚间，真主黨向以色列北部发射反坦克导弹，导致2名以色列国防军的预备役军人受伤，其中1人伤势严重。以军战机对黎巴嫩境内多个目标发动空袭。
6月26日，以军战斗机空袭了黎巴嫩南部隶属于真主党武装的多个军事基础设施，以軍還对黎巴嫩南部的多个地区进行炮火袭击。
6月27日，以军在黎巴嫩南部的空袭中打死了2名黎巴嫩真主党武装人员，而且还空袭了另一处地区的真主党武装军事设施。隨後真主黨朝以色列北部發射了约35枚火箭弹，造成多起火灾和停电事故。
6月28日，以色列空袭黎巴嫩东南部的两座村庄，造成2人死亡、4人受伤。
6月30日，以军出动战机轰炸位于黎巴嫩南部的多个黎真主党军事目标。真主党隨即向以色列北部地区发射多架自杀式无人机，導致18名以军士兵受伤，其中1名受重伤。

#### 7月
7月3日，真主党高级指挥官被以色列空襲炸死。真主党隨後向以色列发射了100枚卡秋莎火箭弹。
7月27日，戈蘭高地迈季代勒舍姆斯一個足球場被火箭彈擊中，導致至少12死30傷，以方表示火箭彈由真主黨發射。以色列政府安全內閣會議隨即授權總理及防長決定打擊真主黨時間和方式。
7月30日，以色列对贝鲁特南郊实施定点打击，打死真主党军事指挥官兼战略部队负责人福阿德·舒庫爾。另有5名平民丧生，74人受伤。

#### 8月
8月1日，以色列对黎巴嫩南部發動空袭，造成一名叙利亚妇女和3名儿童死亡。真主党隨後向以色列北部的军事基地和犹太人定居点发射了数十枚喀秋莎火箭弹。
8月3日下午，一架以色列无人机用两枚导弹袭击了黎南部村的一家小商店，造成1名男孩死亡、包括3名儿童在内的6名平民受伤；一架以色列无人机又袭击黎西南部村庄泰，造成1名平民受伤。以色列战机和无人机還对黎巴嫩南部5个城镇和村庄进行了6次空袭，以色列炮兵向黎南部边境地区8个城镇和村庄发射了30枚炮弹。美国、英国、瑞典等国要求本国公民尽快离开黎巴嫩。
8月4日，真主党向以色列北部发射了数十枚喀秋莎火箭弹。
8月5日，真主党使用多架无人机对以色列第91师发动了袭击，造成了以色列一名军官和一名士兵受伤。以色列对黎巴嫩南部发动袭击，造成两人死亡。
8月6日，多架无人机从黎巴嫩射向以色列，造成以色列边境城市纳哈里亚数名平民受伤。
8月11日，以色列袭击黎巴嫩，造成三人死亡、十二人受伤。隨後真主党向以色列北部发射火箭彈。
8月14日，以色列空军在黎巴嫩南部打死2名黎巴嫩真主党武装人员，空袭真主党武装军用设施。黎巴嫩方向随即朝以色列发射多枚火箭弹。
8月17日，以色列当口空袭了黎巴嫩南部，造成10人死亡，5人受伤。
8月19日，黎巴嫩真主党宣布，对位于以色列北部的以军第300旅指挥部和以军北方司令部后勤基地发动大规模无人机袭击，并造成人员伤亡。阿拉比亚电视台表示，靠近黎巴嫩边境的以色列城一栋建筑物被击中，造成1名以色列士兵死亡。
8月25日，真主党宣布向以色列发射大量无人机和火箭弹。以色列军方則表示，在探测到真主党准备发动大规模袭击后，对真主党目标发动了先发制人的打击。

#### 9月
9月15日，真主党使用火箭弹和无人机袭击以方目标，以军则对黎巴嫩南部发动空袭和炮击。
9月17日，以色列疑發動2024年黎巴嫩無線設備爆炸事件。19日，以色列军队宣布轰炸了真主党在黎巴嫩大约一百个目标。
9月20日，以色列对贝鲁特南郊发动空袭，造成至少37人死亡，另有68人受伤。以军发表声明确认在袭击行动中打死黎巴嫩真主党一名高级指挥官。
9月21日夜间至22日早间，真主党向以色列发射了约115枚“发射物”。黎巴嫩真主党副领导人表示，真主党已进入与以色列战斗的新阶段，即進入“开放式清算之战”。以色列限制北部以及戈兰高地部分地区的公共活动。
9月23日，以色列對真主黨發動空袭，造成至少492人丧生，是近20年来黎巴嫩最致命的冲突。9月24日，以色列又对贝鲁特南部郊区发动空袭，炸死一名真主党指挥官。25日，真主党向摩萨德总部发射了一枚导弹。以色列又对黎巴嫩多个地区展开持续空袭，造成至少72人死亡，近400人受伤。
9月26日，以色列再向黎巴嫩發動空襲，造成92死153人受傷，其中包括一名負責指揮無人機的真主黨指揮官。真主黨表示向以色列北部發射了數十枚火箭彈。9月28日，以军表示真主黨總書記納斯魯拉已在9月27日的空襲中死亡。其後，真主黨證實總書記納斯魯拉離世，終年64歲。
9月28日，伊朗及黎巴嫩政府宣佈因真主黨總書記納斯鲁拉離世而全國哀悼3日。真主党中央委员会高级成员、预防安全部队指挥官遭以色列空袭死亡。
9月29日，胡塞武裝表示趁以色列總理內塔尼亞胡從美國返回以色列期間，向以色列特拉維夫機場發射導彈，以報復真主黨總書記納斯鲁拉在9月27日的空襲中死亡。有美媒稱以色列可能已經開始在黎巴嫩的地面行動。當天以色列对黎巴嫩全境发动的空袭造成至少105人死亡，359人受伤。
9月30日，以色列首次空袭贝鲁特市中心。解放巴勒斯坦人民阵线在黎巴嫩的三名成员在袭击中丧生。以色列隨後亦攻擊胡塞武裝基地及其他設施。黎巴嫩衛生部門表示，過去24小時，有最少95人喪生，另外172人受傷。

#### 10月
10月1日，以色列对黎巴嫩南部的真主党目标和基础设施发动了“有限、局部和有针对性的地面突袭”。
10月2日，以色列繼續襲擊真主黨位於貝魯特的目標。逾200名中國公民從黎巴嫩安全撤散，多國亦計劃從黎巴嫩撤僑。伊朗向以色列發動至少180枚導彈，以色列誓言會報復；美國則警告會讓伊朗面對嚴重後果。聯合國安理會預計將就中東局勢開會。
10月3日，以軍繼續空襲黎巴嫩多地。針對伊朗用導彈攻擊以色列，美國總統拜登強調不支持攻擊伊朗核設施。伊朗總統佩澤希齊揚指，伊朗並不想戰爭，若以色列採取行動，伊朗的回應將更激烈及嚴厲。
10月4日， 黎巴嫩卫生部表示，以色列前一天发动的空袭造成至少37人死亡。以軍繼續空襲黎巴嫩首都貝魯特一帶，據報目標包括真主黨高層哈希姆·薩菲丁。七國集團(G7)領導人發表聯合聲明，呼籲各方克制。世界衞生組織總幹事譚德塞呼籲停火。他表示，過去一日，黎巴嫩有28名醫護人員喪生。黎巴嫩衞生部長阿比阿德譴責以軍襲擊醫護人員違反國際法，犯戰爭罪行。中東緊張局勢惡化，繼續有國家從黎巴嫩撤僑。
10月5日，以軍繼續空襲黎巴嫩。沙特媒體哈達斯報道，黎巴嫩真主黨高層薩菲丁及其隨行人員在此前以色列對黎巴嫩首都貝魯特南部的襲擊中身亡。以色列表示，自9月30日在黎巴嫩南部展開有限度軍事行動以來，總共殺死約250名真主黨成員，其中包括21名指揮官。真主党表示，其武装分子向海法附近的拉马特大卫空军基地发射火箭弹。
10月5日晚開始，以色列向黎巴嫩首都貝魯特南部市郊發動新一輪空襲。以軍發言人哈加里表示，以軍已擊殺約440名真主黨武裝分子、摧毀逾2,000個該組織的目標。黎巴嫩當局指，近兩周已有逾37萬人逃往敘利亞。黎巴嫩已有1400人喪命、120萬人流離失所。黎巴嫩真主黨也向以色列發射火箭彈。伊朗外長阿拉格齊警告以色列，若以軍攻擊伊朗，伊朗誓必作出更強烈回應。
10月8日，以軍稱在黎巴嫩首都貝魯特打死真主黨參謀長侯賽尼。中國應黎巴嫩政府請求，決定向黎巴嫩提供緊急人道主義醫療物資援助。
10月9日，以色列擴大在黎巴嫩的地面軍事行動，黎巴嫩首都貝魯特周三凌晨遭到轟炸，10月9日，以色列宣稱在10月3日的空襲中，真主黨新繼任領袖哈希姆·薩菲丁確定在空襲中喪命。
10月10日，以色列北部城鎮謝莫納，遭黎巴嫩真主黨約20枚火箭彈攻擊。美國國務院發言人表示，黎巴嫩的局勢不應演變成加沙，這是不可接受。白宮亦重申，外交解決方案是實現以色列與黎巴嫩邊境，持久穩定和安全的唯一途徑。聯合國駐黎巴嫩維持和平部隊受到以軍襲擊，聯合國秘書長發言人批評以軍，蓄意襲擊維和人員，嚴重違反國際人道法。
10月11日，以軍地面部隊周五，連續第二日，在黎巴嫩南部向聯合國駐黎巴嫩維和部隊哨站，發動攻擊。聯合國秘書長古特雷斯譴責以軍的行為不能容忍，重申維和部隊應受到各方保護。印尼外長蕾特諾亦譴責事件，法國總統馬克龍、意大利總理梅洛尼，及西班牙首相桑切斯，周五發表聯合聲明，就維和部隊遇襲，譴責以色列。
10月12日，伊朗鑑於黎巴嫩真主黨成員使用的通訊設備上月發生爆炸，禁止攜帶傳呼機和對講機上任何航班。 以色列總理內塔尼亞胡促請聯合國維和部隊從黎巴嫩的戰區撤走。
10月13日，有以軍基地被真主黨無人機襲擊，造成至少四名士兵死亡。聯合國秘書長古特雷斯批評以軍，攻擊聯合國駐黎巴嫩維和部隊及駐地，可能構成戰爭罪。
10月14日，中共中央政治局委員兼中央外辦主任王毅，分別與伊朗及以色列外長通電話，指中方高度關注中東局勢，呼籲各方慎重行事，避免局勢陷入惡性循環。以軍繼續空襲黎巴嫩北部。黎巴嫩紅十字會指，在艾托這條以基督徒為主、遠離真主黨主要據點的村莊，周一有民房被以軍炮火擊中，至少21人死亡。而在東部巴勒貝克，以軍亦加強攻勢，不少村鎮大範圍面積被夷為平地。真主黨發聲明，該組織對一支試圖向黎南邊境艾塔沙卜地區推進的以軍，發動炮彈襲擊，迫使以軍撤退。
10月15日，聯合國再次呼籲以色列和黎巴嫩真主黨停火；又表示，應該獨立調查以軍早前空襲黎巴嫩一幢住宅大樓，導致最少22人死亡的事故。美國則警告以色列，如果不准許更多人道物資運送到加沙，美國可能會減少軍事援助。真主黨二號人物、副總書記卡西姆發布預先錄影講話，指真主黨目前專注於捕獵敵人，目標為以色列境內海法市，以至其他城市，包括特拉維夫。他又呼籲真主黨支持者，面對以色列襲擊要保持堅定。以色列國防軍參謀總長哈勒維表示，真主黨13名高層已有11人遭以軍攻擊死亡，目前僅2人下落不明。
10月16日，以軍在黎巴嫩及加沙的軍事行動未因國際譴責而緩和。黎巴嫩南部有市政大樓遭以軍轟中，市長死亡，黎巴嫩總理批評，這是對黎巴嫩整個國家的攻擊。而聯合國駐黎巴嫩維和部隊再遭以軍直接及蓄意射擊。面對美國威脅減少軍援，以色列准許更多人道物資進入加沙。以色列防長加蘭特表示，真主黨處於非常可怕的困境，沒有人可以指揮、發出的命令亦沒有執行。
10月17日，以軍發放片段，指在黎巴嫩南部的地面行動中擊斃一名真主黨指揮官。聯合國駐黎巴嫩維和部隊同日發聲明，指在南部海岸附近擊落一架接近維和部隊船隻的無人機，是真主黨與以色列爆發最新一輪衝突以來首次。以色列還空袭位於敘利亞拉塔基亚的真主党的一个武器仓库。
10月18日，聯合國駐黎巴嫩維和部隊再發聲明，早前在南部海岸附近擊落一架接近維和部隊船隻的無人機，無人機爆炸墮海，未知其來源。
10月19日，以色列總理內塔尼亞胡在凱撒利亞地區的寓所，遭黎巴嫩無人機襲擊，內塔尼亞胡夫婦不在場，無人傷。以色列指控黎巴嫩真主黨向總理內塔尼亞胡寓所，發動無人機襲擊，他無受傷，表示是伊朗代理人企圖暗殺他，將要為此付出沉重代價。
10月24日，中共中央總書記兼中國國家主席習近平在俄羅斯出席「金磚+」領導人對話會，表示全球南方國家要堅守和平，實現共同安全。他又呼籲要盡快緩和烏克蘭局勢，推動加沙全面停火，並阻止戰火在黎巴嫩蔓延。 以色列對黎巴嫩真主黨的攻擊未有停止，有2,500年歷史、列入世遺名錄的黎巴嫩城市蘇爾遭以軍空襲。而加沙230萬人口中，有九成流離失所。加緊斡旋的美國國務卿布林肯，呼籲以色列制訂戰後計劃。
10月25日，黎巴嫩工作人員調查一間早前遭以軍空襲擊中的電視台辦公大樓。該電視台位於首都貝魯特南面市郊，與黎巴嫩真主黨有政治聯繫。襲擊殃及鄰近社區，黎巴嫩衞生部門指，襲擊造成1死5傷，傷者包括兒童。同時黎巴嫩卫生部长表示，自從以哈戰爭爆发一年多来，以色列军队在黎巴嫩直接、故意袭击黎方医疗卫生部门，已导致160余名救援和医护人员死亡。
10月26日，以色列公開摧毀黎巴嫩真主黨地下設施的影片，又指擊毀貝魯特南面市郊的武器製造場和情報總部等。真主黨就指，出動無人機攻擊以色列特拉維夫南面空軍基地，並向北部一個情報基地發射火箭彈。
10月29日，黎巴嫩真主黨任命副秘書長卡西姆為新任領導人，接替被以軍殺死的納斯魯拉。卡西姆曾經表示，納斯魯拉並未離開，他的命令仍然有效，真主黨會擊敗敵人，並將敵人連根拔起。他當時亦指出，解決衝突的方案是停火，但如果以色列不想停火，他們會繼續戰鬥。以軍上月在空襲中，以戰機擊斃當時黎巴嫩真主黨領袖納斯魯拉，其後由卡西姆擔任真主黨的代理領導人。
10月30日，中東停火新一輪斡旋結束，據報有停火草案建議以色列與黎巴嫩真主黨停火60天，並在加沙停火一個月，換取人質獲釋；又指以色列戰時內閣滿意草案，接納機會高。
10月31日，美國加緊斡旋中東衝突，兩名負責區內事務的國安官員將訪問以色列及黎巴嫩。以色列總理內塔尼亞胡不排除與黎巴嫩達成停火協議。

#### 11月
11月2日，以軍承認，海軍特擊隊在黎巴嫩北部沿岸市鎮拜特龍採取行動，捕獲真主黨特工阿姆哈茲，指他是真主黨海上武裝部隊的重要消息來源，以軍將他押解到以色列盤問。黎巴嫩總理米卡提強調他是黎巴嫩公民，要求緊急徹查。
11月10日，以軍繼續襲擊黎巴嫩，對付真主黨。首都貝魯特南面市郊多幢建築物在周六新一輪空襲中被毀，民眾在廢墟中搜索，希望尋回摯親和財物。而在前一晚遇襲的南部港口城市蘇爾，當局繼續搜索和善後，死亡人數增至至少7人。美聯社報道，當中包括5兄弟姊妹，其中3人是聾啞人士、另一人患有自閉症，另有40多人受傷。真主黨指，於周六向以色列北部發射數十枚火箭彈，並於黎巴嫩南部擊落一架以色列無人機，又指以軍曾空襲無人機被擊落的範圍。
11月13日，黎巴嫩真主黨將攻擊矛頭直接指向以色列特拉維夫，更聲稱首次空襲以色列國防部總部大樓。以方未有回應事件。土耳其總統埃爾多安宣布，土耳其已斷絕與以色列的所有關係， 並針對以色列在加沙及黎巴嫩的行動表示譴責，稱其為「種族滅絕」。
11月20日，以色列軍方一日內兩度空襲黎巴嫩首都貝魯特中部，據報真主黨再有高層成員被殺；加沙北部和中部則有近100人在以軍空襲中喪生。教宗方濟各呼籲調查，以色列在加沙的行動是否構成種族滅絕。 卡塔爾首相兼外相穆罕默德和約旦外相薩法迪呼籲，制止以色列侵略加沙和黎巴嫩。
11月24日，以军空袭黎巴嫩首都贝鲁特。真主党向以色列发射大约250枚火箭弹。
11月26日，美國總統拜登表示，以色列與真主黨接受由美法兩國斡旋的停火協議，協議於27日生效，以軍60天內逐步撤兵。以色列與黎巴嫩真主黨的停火協議通過前數小時，以軍仍然空襲黎巴嫩多個地方，包括首都貝魯特市中心附近一個人口稠密社區，以方聲稱是打擊真主黨金融管理系統。有民眾到廣場暫避。
11月27日，以色列與黎巴嫩真主黨停火協議生效後，不少黎巴嫩人陸續重返家園。黎巴嫩看守總理米卡提，敦促以色列遵守承諾。有真主黨議員警告，若以色列發起攻擊，真主黨有權捍衛自己。協議在六十天內分階段進行，真主黨武裝分子會撤出距離以黎邊境約三十公里利塔尼河以南地區，改由黎巴嫩軍方派兵到當地，以軍則會撤出黎巴嫩南部。以色列防長卡茨周三重申，在黎巴嫩的軍事目標是削弱真主黨，創造條件讓以色列北部民眾重返家園。
11月28日，以色列與黎巴嫩真主黨停火進入第二天。以軍攻擊真主黨一個武器庫，是停火後首次空襲黎巴嫩，總理內塔尼亞胡表示，若真主黨違反停火協議，以軍隨時可以發動攻擊。聯合國維和部隊周四在黎巴嫩南部，與以色列接壤的邊境巡邏。以色列與黎巴嫩真主黨停火協議生效進入第二天，以黎邊境氣氛仍然緊張，但相對平靜。
11月29日，以軍表示，偵測到真主黨的火箭發射器移動，情況可疑，於是炮轟有關範圍；又指目前仍有以軍駐紮在黎巴嫩南部，打擊違反停火協議行為。
11月30日，即是以色列與黎巴嫩真主黨達成停火協議第三天，以軍開火攻擊真主黨武裝設施，並揚言要打擊違反協議行為；黎巴嫩則指以軍才是違反協議的一方。以軍並向黎巴嫩居民發警告，切勿返回黎南60條村，避免置身險境。但黎巴嫩首都貝魯特近日已開始出現車龍，不少逃避戰火的黎巴嫩人趕返黎南家園。

#### 12月
12月1日，教宗方濟各談及中東和俄烏局勢，歡迎以色列及黎巴嫩真主黨達成停火協議。

### 2025年

#### 1月
1月21日，乌克兰驻以色列大使馆宣布，以色列正在讨论向乌克兰移交从恐怖分子手中缴获的俄罗斯武器。乌克兰大使叶夫根·科尔尼丘克（Yevgen Kornychuk）表示，他感谢以色列副外交部长沙伦·哈斯克尔（Sharren Haskel）将该法案提上以色列國會，并且互相讨论当前两国面临的共同挑战，特别是伊朗与俄罗斯的军事合作，以及对乌克兰和以色列的国家安全构成威胁。
1月27日，以色列未有遵守與黎巴嫩真主黨達成的停火協議，從黎巴嫩撤走以軍，更向黎巴嫩平民開火，造成至少22人死亡、124人受傷。
1月28日，以色列軍方連續第二天開火制止黎巴嫩南部居民返回家園，累計至少26人死於以軍攻擊，逾百人受傷。

#### 2月
2月9日，黎巴嫩總統約瑟夫·奧恩周六簽署法令，接納看守政府辭職，正式任命納瓦夫·薩拉姆為總理，組織新一屆政府。新政府指將會致力落實黎巴嫩停火協議，確保國家安全、穩定，並會著力促成以色列軍隊全面撤出黎巴嫩。

#### 3月
3月22日下午和晚间，以色列国防军持续对多个真主党目标发动空袭。
3月28日，黎巴嫩首都貝魯特發出巨大爆炸聲，並且冒出濃煙。此次是自從以色列與黎巴嫩真主黨2024年十一月簽訂停火協議以來，以軍首次空襲貝魯特。

## 以色列傷亡人數
据月以色列时报2024年11月2日的报道，自2023年10月8日以来，有27名军警死于真主党对以色列境内的袭击，有35名以色列军人在黎巴嫩境内的地面行动中丧生。